# Myst : Le Livre de D'ni
Myst : Le Livre de D'ni (ou Myst 3 : Le Livre de D'ni, Myst: the Book of D'ni en version originale) est un roman de science-fiction de Rand Miller et David Wingrove paru en 1997. Il s'agit du troisième volume de la série littéraire des Myst qui se déroulent dans le même univers que le jeu vidéo. Il a été traduit en français par Philippe Rouard,.
Le récit se concentre sur la Reconstruction de D'ni et la redécouverte de l'Âge de Terahnee. Chronologiquement, Le livre de D'ni se déroule après les deux romans précédents, entre les jeux Riven et Exile, cependant, il n'est jamais fait mention des personnages de Sirrus et Achenar.

## Résumé
Après avoir réussi à s'échapper de K'veer où son père, Gehn, l'avait enfermé, Atrus entreprend de restaurer la civilisation D'ni. Cette civilisation millénaire, qui a élu domicile dans une immense caverne située sous un désert du Nouveau-Mexique, a été ravagée par une épidémie qui décima la quasi-totalité de ses habitants. Les D'ni avaient notamment le pouvoir de créer des mondes parallèles, appelés « Âges », grâce à l'« Art de l'Écriture ». Grâce à cette science complexe, ils parvenaient à créer de nouveaux univers en décrivant de façon très méthodique dans des livres spéciaux le monde qu'ils souhaitaient créer, ce qui leur permettait d'avoir des ressources inépuisables à leur disposition.
Lorsque la peste commença à ravager la Cité, certains D'ni tentèrent de se réfugier dans certains de ces Âges, c'est donc en explorant ces nombreux mondes qu'Atrus cherche des survivants afin de reconstruire la Cité et restaurer la civilisation D'ni. Après de longues recherches il trouve, avec Catherine, sa femme, des survivants prêt à se joindre à eux pour reconstruire la Cité, notamment dans les Âges de Bilaris et d'Averone. C'est de ce dernier que sont issus Marrim, Irras, Carrad et Meer qui aideront activement Atrus et qui deviendront ses « disciples ».
Après avoir visité plusieurs dizaines de mondes différents, certains dangereux, d'autres déserts, plusieurs milliers de survivants travaillent à la Reconstruction. C'est dans ce contexte qu'un souterrain secret est découvert sous une bibliothèque de D'ni. Dans ces salles souterraines cachées ils trouvent de nombreux livres de liaison qui permettent de relier D'ni à d'autres Âge, dont un solidement scellé dans la pierre. La découverte de ce livre antique menant vers l'Âge de Terahnee divise les survivants D'ni : certains pensent qu'il faut le détruire, d'autres sont tentés de l'explorer. Finalement Atrus, Catherine, Marrim et ses compagnons décide d'explorer cet Âge pour voir si la destruction du livre s'impose ou non.
Arrivé à Terahnee, ils découvrent un Âge immense et verdoyant ou tous les habitants semble heureux et à l’abri du besoin. Mais ce monde utopique possède une face cachée bien plus sombre car le peuple de Terahnee est esclavagiste : dans des « Âges réserves » ils arrachent des enfants de 4 à 8 ans à leurs familles, les ramènent à Terahnee, les stérilisent, séparent les hommes des femmes et les battent jusqu'à ce qu'ils n'osent plus se rebeller. Ils sont ensuite conduits chez leurs maîtres où ils seront tués au moindre faux pas. Les jeunes Terahnee, eux, apprennent à ne plus faire attention aux esclaves, jusqu'à ne plus les voir au sens propre du terme. Les Terahnee appellent leurs esclaves « les Invisibles » et considère tous ceux qui ne sont par de sang pur comme des bêtes.
Dans leurs recherches, Atrus et Catherine découvrent que D'ni et Terahnee proviennent du même monde d'origine : Garternay et si les deux peuples se sont séparés, c'est car les D'ni n'acceptaient pas l'esclavage des Terahnee. Avant de découvrir la face cachée de Terahnee, Atrus demande au roi si les survivants D'ni peuvent venir vivre sur ses terres. Le roi répond favorablement mais lorsque la population découvre qu'Atrus et ses compagnons ne sont pas de « sang pur », ils arrêtent de lui faire confiance et les consignent à résidence. Ils sont même passible de peine de mort.
Pendant ce temps, une étrange maladie commence à se développer dans les populations esclaves, puis se propage aux intendants et aux maîtres. L'origine de cette épidémie est une bactérie amenée par les D'ni, contre laquelle ils sont naturellement immunisés. C'est chez les maîtres que la maladie voit le plus de victimes : après quelques semaines, environ 1 % des Terahnee sont encore vivants dont la plupart ont fui. Les rues des villes sont désertes et seuls les esclaves sont encore vivants. Les anciens esclaves tentent alors d'élaborer de nouvelles bases pour construire une société égalitaire.
Une bataille éclate quand les intendants de retour sur Terahnee avec une armée de nouveaux esclaves tentent de reprendre la capitale des mains des anciens esclaves. Ymur, un ancien esclave, est nommé pour monter une armée et stopper la progression des intendants. Son armée parvient facilement à défaire l'armée des intendants, et fort de ce succès et aveuglé par sa puissance décide de se retourner contre ses anciens compagnons et de reprendre la capitale des mains du conseil des sages. Mais Uta, un jeune esclave qu'Atrus a sauvé au péril de sa vie et qui a intégré l'armée d'Ymur, poignarde son chef dans son sommeil évitant ainsi une bataille sanglante.
Quelques années plus tard, Atrus écrit un nouvel Âge : Releeshahn dans lequel les survivants des deux mondes, D'ni et Terahnee, vont vivre et l'Âge de Terahnee est définitivement scellé.

## Liste des parties
Le Livre de D'ni est découpé en huit parties d'une quarantaine de pages. Elles commencent toutes par un extrait d'un ancien texte religieux fictif ou du journal de l'un des personnages :
- Prologue : extrait du Korokh Jimah, VV, 13245-46
- Première partie : extrait du Ejemah' Terak, Livre Sept, VV, 328-31
- Deuxième partie : extrait du Korokh Jimah, VV, 21660-64
- Troisième partie : extrait du journal de Gehn, attribué au Gerad'Jenah
- Quatrième partie : extrait du Korokh Jimah, VV, 11383-86
- Cinquième partie : extrait du Korokh Jimah, VV, 4302-3
- Sixième partie : extrait du Urakh'Nidar, VV, 87-89
- Septième partie : extraits des Visions de Jo'Irimah, Canto 157
- Huitième partie :  extrait du Ejemah' Terak, Livre Quatre, VV, 3111-14
- Épilogue : extrait d'un ancien texte Terahnee d'auteur inconnu